# ТЭС Никола Тесла
ТЭС «Никола Тесла» (серб. Термоелектрана Никола Тесла, сокращённо ТЕНТ) — теплоэлектростанция в Сербии, де-факто представляющая собой комплекс из четырёх теплоэлектростанций — Никола Тесла А, Никола Тесла Б, Колубара и Морава. В качестве топлива используются запасы бурого угля, добываемого на шахте Колубара в 40 км от ТЭС. Совокупная мощность ТЭС составляет 3429,5 МВт, рекорд годичной выработки электроэнергии — 20,206 ГВт·ч, годичный расход угля — 28 млн т, тепловая энергия — 250 тысяч МВт/ч. Одна из крупнейших теплоэлектростанций Юго-Восточной Европы.

## История
История станции может отсчитываться с 20 октября 1956 года, когда был введён в эксплуатацию первый генератор и блок ТЭС Колубара (мощность 32 МВт). 3 мая 1979 года на этой ТЭС был введён в эксплуатацию и синхронизирован с другими 5-й блок мощностью 110 МВт. 29 февраля 1964 года была формально основана управляющая организация для ТЭС Морава, а 31 января 1969 года в эксплуатацию был введён её единственный блок мощностью 125 МВт. 15 октября 1964 года на заседании в ТЭС Колубара было принято решение о строительстве новой ТЭС Обреновац: по плану она должна была иметь пять энергоблоков мощностью 200 МВт каждый. Директором новой станции должен был стать тогдашний руководитель предприятия Електропривреда Србије Боголюб Урошевич.
28 сентября 1965 года была введена в эксплуатацию ТЭС Обреновац (управляющая компания зарегистрирована в Хозяйственном суде Белграда). Работы на блоке A1 начались 27 июля 1967 года: первый блок мощностью 210 МВт введён в эксплуатацию 7 марта 1970 года и стал первым югославским генератором подобной мощности. После запуска второго блока в сентябре того же года было отдано распоряжение о сооружении ещё четырёх энергоблоков мощностью по 308 МВт каждый. С 5 января 1974 года рабочая организация по управлению ТЭС Обреновац входила в состав Объединённого электроэнергетического предприятия Сербии (серб. Združeno elektroprivredno preduzeće Srbije).
24 апреля 1975 года коллектив ТЭС по итогам обсуждения поддержал решение о переименовании электростанции «Обреновац» в «Никола Тесла», что формально было осуществлено 3 ноября 1976 года. Новая рабочая организация, управляющая этой станцией, формально появилась 26 июля 1979 года, а 26 декабря того же года был запущен шестой блок объекта «Никола Тесла А»: общая мощность ТЭС выросла до 1650,5 МВт. В 1978 году начались работы на объекте «Никола Тесла Б», где были установлены два блока мощностью 620 МВТ: первый блок начал строиться в 1978 году и был запущен 3 ноября 1983 года, второй — 28 ноября 1985 года. ТЭС Никола Тесла по мощности стала крупнейшей в стране, превзойдя ГЭС Джердап. Помимо строительства энергоблоков и составляющих ТЭС, активно развивалась железнодорожная сеть станции, по которой осуществлялась доставка топлива для нужд электростанции.
28 ноября 1990 года в Белграде было основано общественное предприятие «Електропривреда» (Elektroprivreda), которое получило все активы, права и обязательства прежней управляющей компании «Никола Тесла», вошедшей в состав нового предприятия. 21 декабря 1991 года основано новое общественное предприятие по производству электрической и тепловой энергии в комбинированных процессах под названием «Termoelektrane Nikola Tesla» в Обреноваце. 1 января 2006 года было образовано предприятие «Termoelektrane Nikola Tesla» d.o.o., которое занимается непосредственно управлением ТЭС и входит в состав более крупного предприятия Електропривреда Србије.
Во время бомбардировок Югославии странами НАТО в 1999 году ТЭС получила серьёзные повреждения: были разрушены или повреждены распределительные и передающие объекты недалеко от ТЭС Никола Тесла А в Обреноваце, а также объекты ТЭС Колубара.

## Структура

### Составляющие ТЭС
ТЭС Никола Тесла состоит из 14 генераторов (блоков), чья мощность составляет больше трети всех ТЭС предприятия Електропривреда Србије. В структуру ТЭС входят четыре крупных объекта:
- ТЭС Никола Тесла А (шесть генераторов с A1 по A6)[4]
- ТЭС Никола Тесла Б (генераторы B1 и B2)[4]
- ТЭС Колубара (пять генераторов с A1 по A5)[5]
- ТЭС Морава (один генератор)[4]

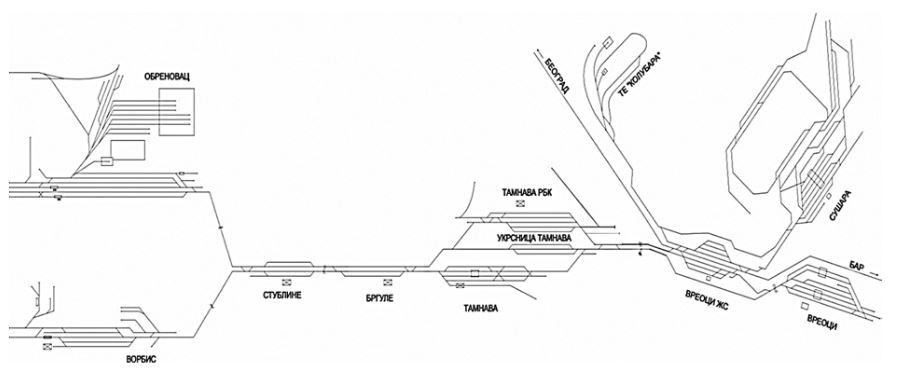
Схема железных дорог ТЭС Никола Тесла

Также к структуре относится железнодорожная сеть, по которой на станции доставляется топливо в виде бурого угля. Общая протяжённость дорог составляет более 100 км. Движение осуществляется 13 составами по 27 вагонов и 8 тяговых локомотивов, для перевозки используются специальные вагоны с гидравлическими устройствами для открывания напольных дверей, ускоряющими разгрузку вагона. Максимально в сутки может перевозиться до 100 тысяч тонн угля, ежегодно перевозится около 25 млн т угля.

### Характеристики генераторов
На ТЭС Никола Тесла А установлены шесть блоков (генераторов) общей мощностью 1650 МВт (два генератора по 210 МВт, четыре по 308 МВт). Этот объект находится на правом берегу реки Сава в 30 км к югу от Белграда. На территории этой ТЭС находится центр управляющей компании, центр управления железнодорожной системой по доставке топлива и некоторые службы станции. Первый блок введён в эксплуатацию 7 марта 1970 года, шестой блок — в декабре 1979 года
На ТЭС Никола Тесла Б установлены два блока (генератора) общей мощностью 620 МВт, которые являются крупнейшими электроэнергетическими элементами в Сербии. Выработанная там электроэнергия передаётся по высоковольтным сетям напряжением 400 кВ. Первые киловатт-часы стали вырабатываться с первого блока в 1983 году, через два года выработка началась на втором блоке.
В ведение ТЭС Колубара (она же «Колубара А») входят три энергоблока по 32 МВт, по одному энергоблоку по 65 и 110 МВт. Это старейшая действующая ТЭС Сербии, введённая в эксплуатацию ещё в 1956 году (изначально у неё были всего два агрегата по 32 МВт каждый): пять блоков она получила уже к 1979 году. Подключена в систему на уровне напряжения 110 кВ.
ТЭС Морава в Свилайнаце содержит всего один электрогенератор мощностью 125 МВт и находится недалеко от шахты, где добывается бурый уголь. Обслуживается с 1969 года, работает более 5000 часов в год, вырабатывает значительную долю электричества в общем объёме электропромышленности Сербии. Подключена в энергосистему на уровнях напряжения 35 и 110 кВ. В качестве топлива использует преимущественно уголь, добываемый из шахт Колубары и Костолаца.

### Характеристики выбросов
В 2006 году по результатам исследований блоков ТЭС Никола Тесла и ТЭС Костолац были определены параметры выбросов выброс CO2 в атмосферу. У двух блоков с объекта Никола Тесла Б была зафиксирована самая большая скорость выбросов по массе (6350 кг/ч), у генераторов A1 и A2 скорость выбросов составила 2364 кг/ч, у остальных четырёх генераторов — 3220 кг/ч. В плане концентрации выбросы оказались одинаковыми для всех генераторов Никола Тесла А и Б (400 мг/м³). В том же исследовании у двух генераторов A3 и A5 с ТЭС Колубара были зафиксированы выбросы CO2 со скоростью 940 и 1455 кг/ч и концентрацией 1396 и 907 мг/м³ соответственно, у генератора ТЭС Морава — 1930 кг/ч и 870 мг/м³.

## Галерея

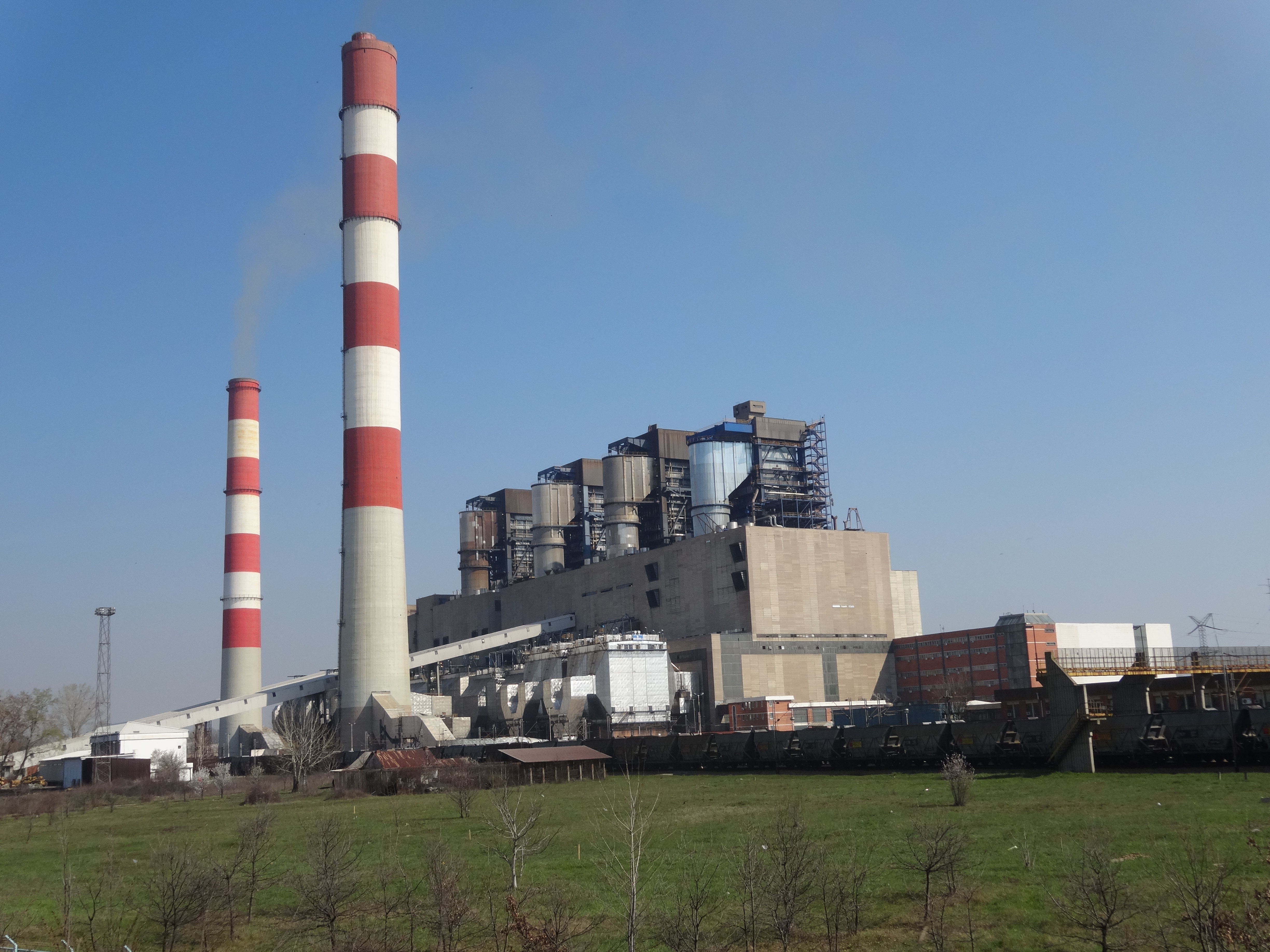
ТЭС Никола Тесла А
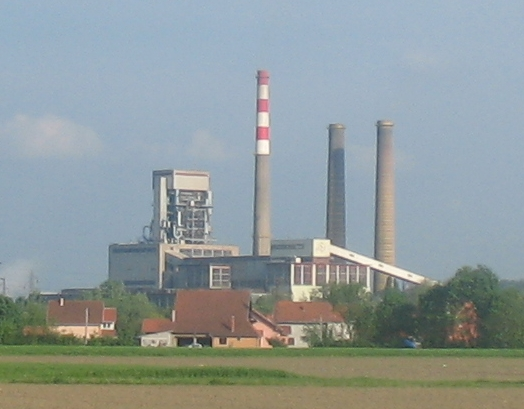
ТЭС Колубара, вид с Ибарской автомагистрали[серб.]
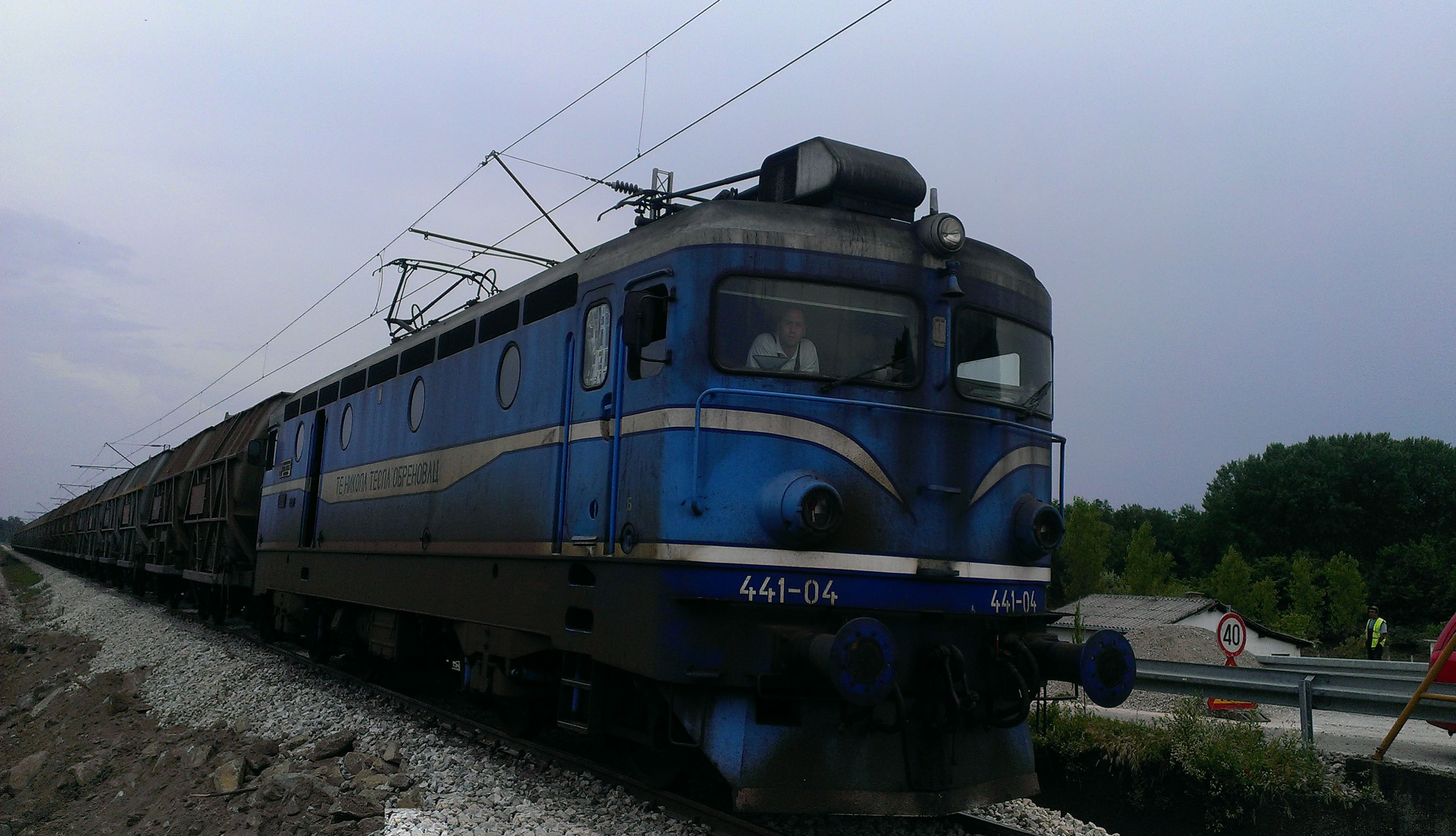
Локомотив 441-04 (класс 441)
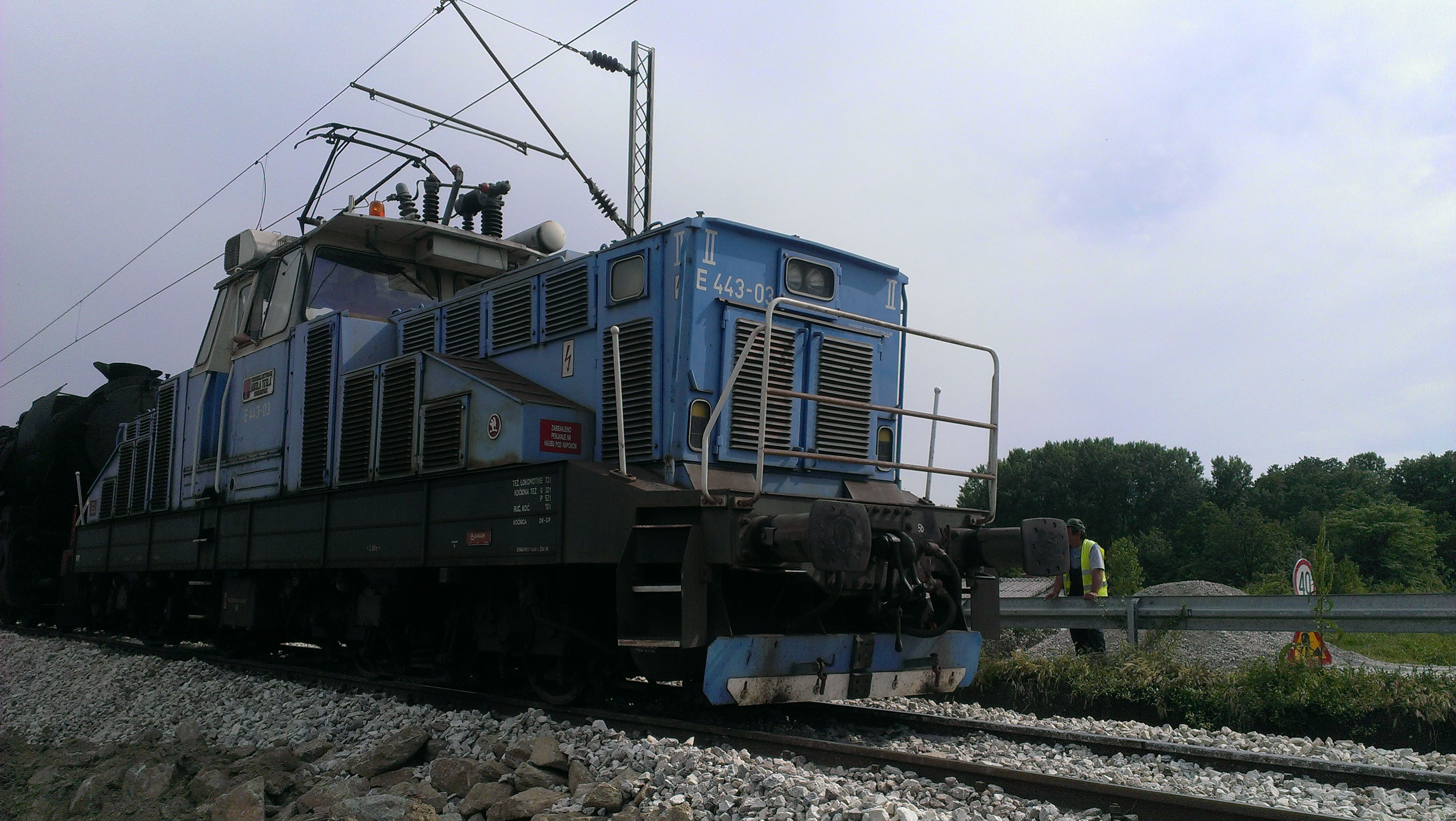
Локомотив 443-03 (класс 443)
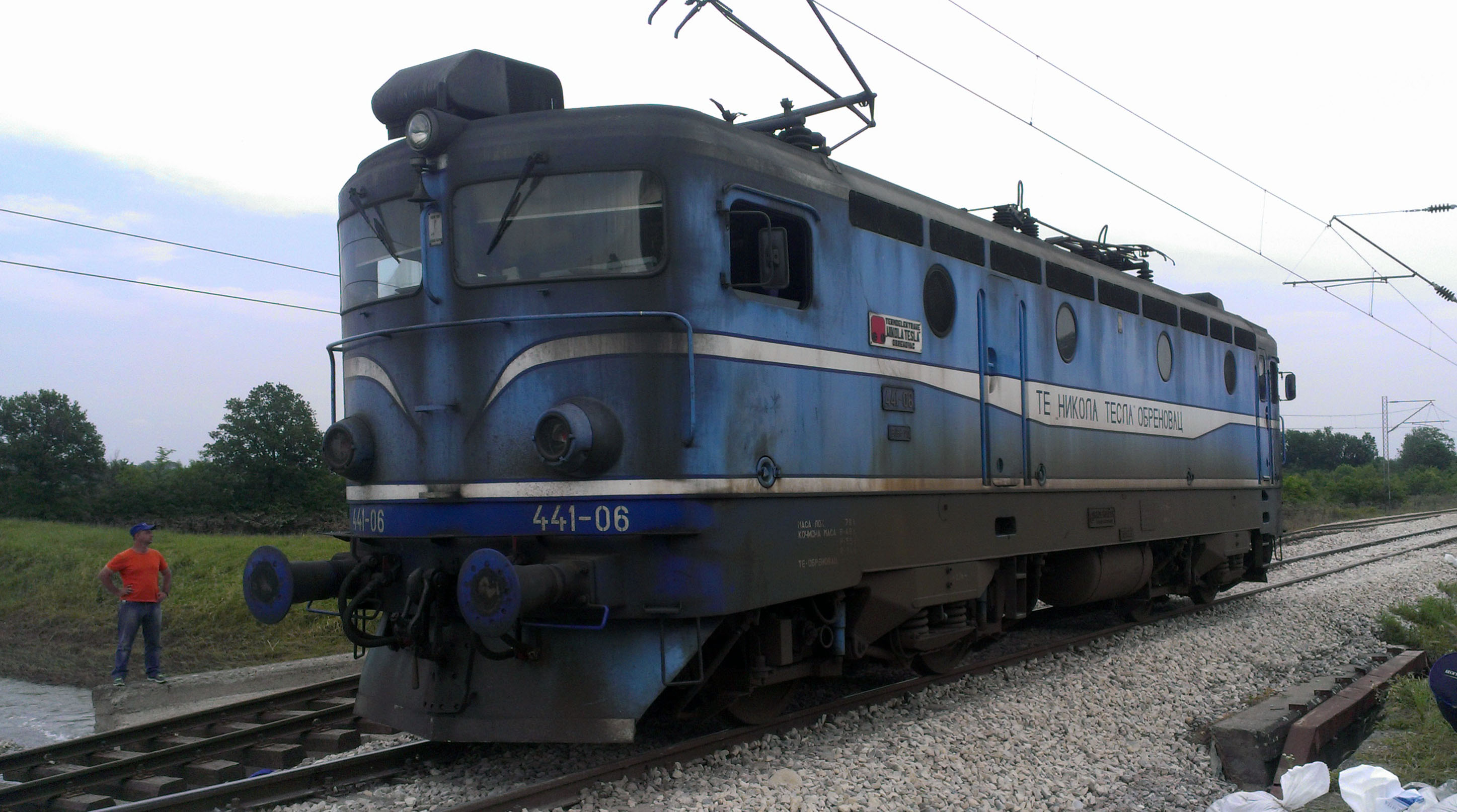
Локомотив 441-06 (класс 441)